# Xanthyris planilimbata
Xanthyris planilimbata là một loài bướm đêm trong họ Geometridae.